# Conclave de 1914
El Conclave papal d'agost de 1914 va ser un conclave convocat després de la mort del papa sant Pius X el 20 d'agost de 1914. En ell, va ser elegit com el seu successor el cardenal Giacomo Giambattista della Chiesa, qui va prendre el nom de Benet XV.

## Situació del Col·legi Cardenalici
L'agost de 1914, hi havia un total de seixanta-cinc cardenals, tots ells amb dret d'elecció del nou pontífex que foren convocats al conclave que s'esdevingué a Roma del 31 d'agost al 3 de setembre següent, però només hi assistiren cinquanta-set cardenals. Efectivament, l'hongarès Kolos Ferenc Vaszary, O.S.B., cardenal del títol de Ss. Silvestro e Martino ai Monti, arquebisbe emèrit d'Esztergom; l'italià Giuseppe Prisco, cardenal del títol de S. Sisto, arquebisbe de Nàpols; el també italià Sebastiano Martinelli, O.E.S.A., cardenal del títol de S. Agostino, prefecte de la Congregació de Ritus; el txec František Saleský Bauer, cardenal del títol de S. Girolamo degli Schiavoni, arquebisbe d'Olomouc, i el francès François-Virgile Doubillard, cardenal del títol de S. Susanna, arquebisbe de Chambéry, excusaren l'assistència per motius de salut. D'altra banda, el nord-americà James Gibbons, cardenal del títol de S. Maria in Trastevere, arquebisbe de Baltimore; el també nord-americà William Henry O’Connell, cardenal del títol de S. Clemente, arquebisbe de Boston, i el canadenc Louis-Nazaire Bégin, cardenal del títol de Ss. Vitale, Gervasio e Protasio, arquebisbe de Quebec, arribaren a Roma quan l'elecció ja s'havia consumat i, per tant, el conclave ja havia estat dissolt. Aleshores no havia cap cardenal natural dels Països Catalans.
A la desena votació, el quart dia de conclave, fou elegit papa l'italià Giacomo Della Chiesa, cardenal del títol de Ss. IV Coronati, arquebisbe de Bolonya, el qual adoptà el nom de Benet XV.

## Cardenals convocats
Aquesta llista dels cardenals convocats està ordenada per continents; dintre de cada continent per data del consistori en el qual foren creats cardenals, i dintre de cada consistori, per ordre de prelació. De cada cardenal s'indica el bisbat suburbicari, el títol o la diaconia, a més dels càrrecs que ocupava (vigents, emèrits i/o anteriors) en el moment de la convocatòria del conclave:

### Amèrica
- James Gibbons, cardenal del títol de S. Maria in Trastevere (1887), arquebisbe de Baltimore, Maryland, abans bisbe titular d'Adramittio i vicari apostòlic de Carolina del Nord, bisbe de Richmond, Virgínia i bisbe titular d'Ionopolis i coadjutor de Baltimore, successivament. No assistí al conclave per haver-hi arribat quan l'elecció ja havia estat efectuada. (Estats Units).
- Joaquim Arcoverde de Albuquerque Cavalcanti, cardenal del títol de Ss. Bonifacio ed Alessio (1905), arquebisbe de Rio de Janeiro, abans bisbe de Goiás, Goiânia, bisbe titular d'Argos i coadjutor de São Paulo i bisbe sede plena d'aquesta darrera diòcesi, successivament (Brasil).
- John Murphy Farley, cardenal del títol de S. Maria sopra Minerva (1911), arquebisbe de Nova York, abans bisbe titular de Zeugma i auxiliar de la mateixa arxidiòcesi (Estats Units).
- William Henry O’Connell, cardenal del títol de S. Clemente (1911), arquebisbe de Boston, Massachusetts, abans bisbe de Portland, Maine. No assistí al conclave per haver-hi arribat quan l'elecció ja havia estat efectuada (Estats Units).
- Louis-Nazaire Bégin, cardenal del títol de Ss. Vitale, Gervasio e Protasio (1914), arquebisbe de Quebec, abans bisbe de Chicoutimi, Quebec. No assistí al conclave per haver-hi arribat quan l'elecció ja havia estat efectuada (Canadà).

### Europa
- José Sebastião de Almeida Neto, O.F.M., cardenal del títol de Ss. XII Apostoli (1886), protoprevere, patriarca emèrit de Lisboa, abans bisbe d'Angola (Portugal).
- Serafino Vannutelli, cardenal-bisbe d'Ostia i de Porto-Santa Rufina, abans cardenal del títol de S. Girolamo degli Schiavoni, abans cardenal del títol de S. Sabina (1887), degà del Col·legi Cardenalici, prefecte de la Congregació Cerimonial, abans arquebisbe titular de Nicea i delegat apostòlic a l'Equador, Perú, Colòmbia, Veneçuela, Salvador, Guatemala, Costa Rica, Hondures i Nicaragua, nunci a Bèlgica i a l'Imperi Austrohongarès, successivament (Itàlia).
- Vincenzo Vannutelli, germà de l'anterior, cardenal-bisbe de Palestrina, abans cardenal del títol de S. Silvestro in Capite, abans cardenal in pectore (1889), prefecte del Tribunal de la Signatura Apostòlica, abans arquebisbe titular de Sardes i visitador apostòlic a Constantinoble, internunci al Brasil i a Portugal, successivament (Itàlia).
- Kolos Ferenc Vaszary, O.S.B., cardenal del títol de Ss. Silvestro e Martino ai Monti (1893), arquebisbe emèrit d'Esztergom. No assistí al conclave per malaltia (Imperi Austrohongarès).
- Angelo Di Pietro, cardenal del títol de S. Lorenzo in Lucina, abans cardenal del títol de Ss. Bonifacio ed Alessio (1893), datari papal, abans bisbe titular de Nisa i auxiliar de Velletri, bisbe titular de Nazianzo i delegat apostòlic al Paraguai, l'Uruguai i l'Argentina, nunci al Brasil, a Baviera i a Espanya, successivament (Itàlia).
- Michael Logue, cardenal del títol de S. Maria della Pace (1893), arquebisbe d'Armagh, abans bisbe de Raphoe i bisbe titular d'Anazarbe i coadjutor d'Armagh, successivament (Irlanda).
- Andrea Carlo Ferrari, cardenal del títol de S. Anastasia (1894), arquebisbe de Milà, abans bisbe de Guastalla i bisbe de Como, successivament (Itàlia).
- Girolamo Maria Gotti, O.C.D. cardenal del títol pro illa vice de S. Maria della Scala (1895), prefecte de la Congregació de Propaganda Fide, abans arquebisbe titular de Petra i internunci al Brasil, prefecte de la Congregació d'Indulgències i prefecte de la Congregació dels Bisbes, sucessivament (Itàlia).
- Antonio Agliardi, cardenal-bisbe d'Albano, abans cardenal del títol in commendam de S. Lorenzo in Damaso, abans cardenal del títol de Ss. Nereo ed Achileo (1896), canceller de la Santa Església Romana, abans arquebisbe titular de Cesarea di Palestina i delegat apostòlic a l'Índia, nunci a Baviera i a l'Imperi Austrohongarès, successivament (Itàlia).
- Domenico Ferrata, cardenal del títol de S. Prisca (1896), prefecte de la Congregació dels Sagraments i arxipreste de la Basílica de Sant Joan del Laterà, abans arquebisbe titular de Tessalònica i nunci a Bèlgica, nunci a França, prefecte de la Congregació d'Indulgències i prefecte de la Congregació de Bisbes, successivament (Itàlia).
- José Maria Martín de Herrera y de la Iglesia, cardenal del títol de S. Maria in Traspontina (1897), arquebisbe de Sant Jaume de Galícia, abans bisbe de Santiago de Cuba (Espanya).
- Giuseppe Prisco, cardenal del títol de S. Sisto, abans cardenal-diaca de S. Cesareo in Palatio (1896), arquebisbe de Nàpols. No assistí al conclave per malaltia (Itàlia).
- Francesco di Paola Cassetta, cardenal-bisbe de Frascati, abans cardenal-bisbe de Sabina-Poggio Mirteto, abans cardenal del títol de S. Crisogono i cardenal-diaca in commendam de Ss. Vito, Modesto e Crescenzia (1899), prefecte de la Congregació del Concili i bibliotecari de la Santa Església Romana, abans bisbe titular d'Amatus, bisbe titular de Nicomèdia i patriarca titular d'Antioquia (Itàlia).
- Giuseppe Francica Nava di Bontifè, cardenal del títol de Ss. Giovanni e Paolo (1899), arquebisbe de Catània, abans bisbe titular d'Alabanda i auxiliar de Caltanissetta, bisbe titular d'Eraclea i nunci a Bèlgica i a Espanya (Itàlia).
- Agostino Richelmy, cardenal del títol de S. Maria in Via, abans cardenal del títol de S. Eusebio (1899), arquebisbe de Torí, abans bisbe d'Ivrea (Itàlia).
- Francesco Salesio Della Volpe, cardenal-diaca de S. Maria in Aquiro, abans cardenal in pectore (1899), protodiaca, camarlenc, prefecte de la Congregació de l'Índex, abans prefecte dels Arxius Vaticans (Itàlia).
- Lev Skrbenský z Hriste, cardenal del títol de S. Stefano al Monte Celio (1901), arquebisbe de Praga (Imperi Austrohongarès).
- Giulio Boschi, cardenal del títol de S. Lorenzo in Panisperna (1901), arquebisbe de Ferrara, abans bisbe de Todi i bisbe de Senigallia (Itàlia).
- Bartolomeo Bacilieri, cardenal del títol de S. Bartolomeo all'Isola (1901), bisbe de Verona, abans bisbe titular de Nisa i coadjutor de Verona (Itàlia).
- Sebastiano Martinelli, O.E.S.A., cardenal del títol de S. Agostino (1902), prefecte de la Congregació de Ritus, arquebisbe titular d'Èfes. No participà en el conclave per malaltia. (Itàlia.
- Rafael Merry del Val y Zulueta-Wilcox, cardenal del títol de S. Prassede (1903), secretari d'estat, abans arquebisbe titular de Nicea (Espanya).
- Ottavio Cagiano de Azevedo, cardenal-diaca de Ss. Cosma e Damiano 1905, pro-prefecte de la Congregació dels Religiosos (Itàlia).
- Gaetano De Lai, cardenal-bisbe de Sabina, abans cardenal-diaca de S. Nicola in Carcere Tulliano (1907), vicedegà del Col·legi Cardenalici, secretari de la Congregació Consistorial (Itàlia).
- Aristide Cavallari, cardenal del títol pro illa vice de S. Maria in Cosmedin (1907), patriarca de Venècia, abans bisbe titular de Filadèlfia i auxiliar de Venècia (Itàlia).
- Aristide Rinaldini, cardenal del títol de S. Pancrazio (1907), abans arquebisbe titular d'Eraclea i nunci a Espanya (Itàlia).
- Benedetto Lorenzelli, cardenal del títol de S. Croce in Gerusalemme (1907), prefecte de la Congregació d'Estudis, abans arquebisbe titular de Sardes i nunci a França i arquebisbe de Lucca, successivament (Itàlia).
- Pietro Maffi, cardenal del títol de S. Crisogono (1907), arquebisbe de Pisa, abans bisbe titular de Cesarea di Mauritania i auxiliar de Ravenna (Itàlia).
- Alessandro Lualdi, cardenal del títol de Ss. Andrea e Gregorio al Monte Celio (1907), arquebisbe de Palerm (Itàlia).
- Desiré Mercier, cardenal del títol de S. Pietro in Vincoli (1907), arquebisbe de Malines (Bèlgica).
- Pietro Gasparri, cardenal del títol de S. Bernardo alle Terme (1907), abans arquebisbe de Cesarea di Palestina i delegat apostòlic al Perú, l'Equador i Bolívia (Itàlia).
- Louis-Henri-Joseph Luçon, cardenal del títol de S. Maria Nuova (1907), arquebisbe de Reims, abans bisbe de Bellay (França).
- Paulin-Pierre Andrieu, cardenal del títol de S. Onofrio (1907), arquebisbe de Bordeus, abans bisbe de Marsella (França).
- Diomede Falconio, O.F.M., cardenal-bisbe de Velletri, abans cardenal del títol de S. Maria in Aracoeli (1911), abans bisbe de Lacedonia, arquebisbe d'Acerenza i Matera, arquebisbe titular de Larissa i delegat apostòlic al Canadà i als Estats Units d'Amèrica, successivament (Itàlia).
- António Mendes Bello, cardenal del títol de Ss. Marcellino e Pietro, abans cardenal in pectore (1911), patriarca de Lisboa, abans arquebisbe titular de Mitilene i coadjutor de Lisboa i arquebisbe-bisbe de Faro, successivament (Portugal).
- José María Cos y Macho, cardenal del títol de S. Maria del Popolo (1911), arquebisbe de Valladolid, abans bisbe de Mondoñedo, arquebisbe de Santiago de Cuba i arquebisbe-bisbe de Madrid - Alcalá, successivament (Espanya).
- Antonio Vico, cardenal del títol de S. Callisto (1911), arquebisbe titular de Filippi i nunci a Espanya, abans nunci a Bèlgica (Itàlia).
- Gennaro Granito Pignatelli di Belmonte, cardenal del títol de S. Maria degli Angeli (1911), abans arquebisbe titular d'Edessa i nunci a Bèlgica i a l'Imperi Austrohongarès (Itàlia).
- Francis Bourne, cardenal del títol de S. Pudenziana (1911), arquebisbe de Westminster, abans bisbe titular d'Epifania i coadjutor de Southwark i bisbe sede plena d'aquesta diòcesi (Anglaterra).
- František Saleský Bauer, cardenal del títol de S. Girolamo degli Schiavoni (1911), arquebisbe d'Olomouc, abans bisbe de Brno. No assistí al conclave per malaltia. (Imperi Austrohongarès).
- Léon-Adolphe Amette, cardenal del títol de S. Sabina (1911), arquebisbe de París, abans bisbe de Bayeux i arquebisbe titular de Side i coadjutor d'aquella arxidiòcesi, successivament (França).
- Enrique Almaraz y Santos, cardenal del títol de S. Pietro in Montorio (1911), arquebisbe de Sevilla, abans bisbe de Palència (Espanya).
- François-Marie-Anatole de Rovérié de Cabrières, cardenal del títol de S. Maria della Vittoria (1911), bisbe de Montpeller (França).
- Basilio Pompilj, cardenal del títol de S. Maria in Aracoeli, abans cardenal-diaca de S. Maria in Dominica (1911), vicari general de la diòcesi de Roma, abans arquebisbe titular de Filippi (Itàlia).
- François-Virgile Doubillard, cardenal del títol de S. Susanna (1911), arquebisbe de Chambéry, abans bisbe de Quimper. No assistí al conclave per malaltia. (França).
- Gaetano Bisleti, cardenal-diaca de S. Agata in Suburra 1911), prefecte de la Congregació dels Seminaris, abans gran prior del Sobirà Orde de Malta (Itàlia).
- Louis Billot, S.J., cardenal-diaca de S. Maria in Via Lata. (França).
- Wilhelmus Marinus van Rossum, C.SS.R., cardenal-diaca de S. Cesareo in Palatio (1911, Països Baixos).
- Károly Hornig, cardenal del títol de S. Agnese fuori le mura (1912), bisbe de Veszprém (Imperi Austrohongarès).
- Victoriano Guisasola y Menéndez, cardenal prevere en espera de tìtol (1914), arquebisbe de Toledo, abans bisbe d'Osma, bisbe de Jaén, bisbe de Madrid - Alcalá i arquebisbe de València, successivament (Espanya).
- Domenico Serafini, O.S.B.Cas., cardenal del títol de S. Cecilia (1914), bisbe titular de Seleucia Pieria, abans abat mitrat de Subiaco, bisbe de Spoleto i delegat apostòlic a Mèxic, successivament (Itàlia).
- Giacomo Della Chiesa, cardenal del títol de Ss. IV Coronati (1914), arquebisbe de Bolonya. Va ser elegit papa amb el nom de Benet XV (Itàlia).
- Franz von Bettinger, cardenal del títol de S. Marcello (1914), arquebisbe de Múnic i Freising (Alemanya).
- János Csernoch, cardenal del títol de S. Eusebio (1914), arquebisbe d'Esztergom, abans bisbe de Csanád (Imperi Austrohongarès).
- Hector-Irénée Sévin, cardenal del títol de Sma. Trinità al Monte Pincio (1914), arquebisbe de Lió, abans bisbe de Châlons-sur-Marne (França).
- Felix von Hartmann, cardenal del títol de S. Giovanni a Porta Latina (1914), arquebisbe de Colònia, abans bisbe de Münster (Alemanya).
- Friedrich Gustav Piffl, C.R.S.A., cardenal del títol de S. Marco (1914), arquebisbe de Viena (Imperi Austrohongarès).
- Scipione Tecchi, cardenal-diaca de S. Maria in Dominica (1914, Itàlia).
- Filippo Giustini, cardenal-diaca de S. Angelo in Pescheria (1914, Itàlia).
- Michele Lega, cardenal-diaca de S. Eustachio (1914, Itàlia).
- Francis Aidan Gasquet, O.S.B., cardenal-diaca de S. Giorgio in Velabro (1914), abans abat mitrat de St Albans (Anglaterra).

### Resum
| D'Àfrica  | Cap          |
| D'Amèrica | 5 cardenals  |
| D'Àsia    | Cap          |
| D'Europa  | 60 cardenals |
| D'Oceania | Cap          |
| Total     | 65 cardenals |

Dels quals
- 6 eren cardenals-bisbes (Europa 6)
- 50 eren cardenals-preveres o de títol (Amèrica 5; Europa 45)
- 9 eren cardenals-diaques (Europa 9)